# Lissonota frontalis
Lissonota frontalis là một loài tò vò trong họ Ichneumonidae.